# نيلس كوليت فوجت
نيلس كوليت فوجت (بالنرويجية البوكمول: Nils Collett Vogt)‏ هو مؤلف وكاتب وشاعر نرويجي، ولد في 24 سبتمبر 1864 في كريستيانية ‏ في النرويج، وتوفي بنفس المكان في 23 ديسمبر 1937.

## وصلات خارجية
- نيلس كوليت فوجت على موقع الموسوعة البريطانية (الإنجليزية)
- نيلس كوليت فوجت على موقع ديسكوغز (الإنجليزية)